# Municipio Tito Yupanqui
Das Municipio Tito Yupanqui liegt im Departamento La Paz im südamerikanischen Anden-Staat Bolivien. Das Municipio trägt seinen Namen zu Ehren von Francisco Tito Yupanqui (1550–1616), der die Holzstatue der "Dunklen Jungfrau" in Copacabana geschaffen hat.

## Lage im Nahraum
Das Municipio Tito Yupanqui ist eines von drei Municipios der Provinz Manco Kapac und liegt im zentralen Teil der Provinz. Es grenzt im Süden, Osten und Norden an den Titicacasee, im Westen an das Municipio Copacabana und im Südosten an das Municipio San Pedro de Tiquina.
Das Municipio hat 14 Ortschaften (localidades), der zentrale Ort des Municipios ist Tito Yupanqui mit 3459 Einwohnern im südlichen Teil des Municipios.

## Geographie
Das Municipio Tito Yupanqui liegt auf dem bolivianischen Altiplano auf der Copacabana-Halbinsel im Titicaca-See in einer mittleren Höhe von 4050 m. Die Jahresdurchschnittstemperatur des Municipio liegt bei 10 °C (siehe Klimadiagramm El Alto), der Jahresniederschlag beträgt etwa 600 mm. Die Region weist ein ausgeprägtes Tageszeitenklima auf, die Monatsdurchschnittstemperaturen schwanken nur unwesentlich zwischen 8 °C im Juli und 11 °C im Dezember. die Monatsniederschläge liegen zwischen unter 10 mm in den Monaten Juni und Juli und etwa 100 mm von Dezember bis Februar.

## Bevölkerung
Die Einwohnerzahl des Municipios Tito Yupanqui ist zwischen 1992 und 2024 auf fast das Fünffache angestiegen:
| Jahr | Einwohner | Quelle       |
| ---- | --------- | ------------ |
| 1992 | 1491      | Volkszählung |
| 2001 | 2213      | Volkszählung |
| 2012 | 6261      | Volkszählung |
| 2024 | 7512      | Volkszählung |

Das Municipio hat eine Fläche von 16 km² und hatte bei der Volkszählung 2024 eine Bevölkerungsdichte von 469,5 Einwohnern/km².
Die Lebenserwartung der Neugeborenen lag im Jahr 2001 bei 59,3 Jahren, die Säuglingssterblichkeit ist von 6,6 Prozent (1992) auf 7,6 Prozent im Jahr 2001 gestiegen.
Der Alphabetisierungsgrad bei den über 19-Jährigen beträgt 59,0 Prozent, und zwar 78,3 Prozent bei Männern und 44,3 Prozent bei Frauen (2001).
54,5 Prozent der Bevölkerung sprechen Spanisch, 98,7 Prozent sprechen Aymara, und 0,2 Prozent Quechua. (2001)
64,1 Prozent der Bevölkerung haben keinen Zugang zu Elektrizität, 87,1 Prozent leben ohne sanitäre Einrichtung (2001).
59,6 Prozent der Haushalte besitzen ein Radio, 14,2 Prozent einen Fernseher, 9,9 Prozent ein Fahrrad, 0,1 Prozent ein Motorrad, 1,4 Prozent ein Auto, 0,3 Prozent einen Kühlschrank, und 0,4 Prozent ein Telefon. (2001)

## Politik
Ergebnis der Regionalwahlen (concejales del municipio) vom 4. April 2010:
| Wahl- berechtigte |  | Wahl- beteiligung | gültige Stimmen |  | MSM    | MAS-IPSP | ASP    |
| ----------------- |  | ----------------- | --------------- |  | ------ | -------- | ------ |
| 936               |  | 868               | 716             |  | 359    | 260      | 97     |
|                   |  | 92,7 %            | 82,5 %          |  | 50,1 % | 36,3 %   | 13,5 % |

Ergebnis der Regionalwahlen (elecciones de autoridades políticas) vom 7. März 2021:
| Wahl- berechtigte |  | Wahl- beteiligung | gültige Stimmen |  | MAS-IPSP | J.A.LLALLA.L.P. | PBCSP  | VENCEREMOS | MTS    | PDC    | ASP    |
| ----------------- |  | ----------------- | --------------- |  | -------- | --------------- | ------ | ---------- | ------ | ------ | ------ |
| 1.519             |  | 1.408             | 1.178           |  | 472      | 427             | 64     | 53         | 37     | 34     | 27     |
|                   |  | 92,69 %           | 83,66 %         |  | 40,07 %  | 36,25 %         | 5,43 % | 4,50 %     | 3,14 % | 2,89 % | 2,29 % |

## Gliederung
Das Municipio besteht aus nur einem Kanton (cantón), dem Kanton Tito Yupanqui. Dieser wiederum umfasst folgende Subkantone:
- Subkanton Alto Sihualaya – 525 Einwohner (2001: 378 Einwohner)
- Subkanton Chichilaya – 347 Einwohner (2001: 230 Einwohner)
- Subkanton Chiquipata – 626 Einwohner (2001: 233 Einwohner)
- Subkanton Coaquipa – 517 Einwohner (2001: 225 Einwohner)
- Subkanton Huatapampa – 576 Einwohner (2001: 204 Einwohner)
- Subkanton Alto Parqui Pujio – 211 Einwohner (2001: 180 Einwohner)
- Subkanton Tito Yupanqui – 3.459 Einwohner (2001: 773 Einwohner)

## Ortschaften im Municipio Tito Yupanqui
- Kanton Tito Yupanqui
  - Tito Yupanqui 3459 Einw. – Alto Sihualaya 525 Einw. – Coaquipa 517 Einw.